# مارك كولونيا
مارك كولونيا كان وحدة قياس وزن ووحدة كتلة قديمة تعادل 233.856 غرامًا. بدأ استخدام مارك كولونيا منذ القرن الحادي عشر الميلادي، ثُم استُخدم كوحدة أساسية لعدد من العملات، كما في نظام لوبيك النقدي الذي كان شائعًا في شمال أوروبا في أواخر العصور الوسطى، وأنظمة العملات في الإمبراطورية الرومانية المقدسة، وأهمها عملة تالر الاتفاقيات الصادر عام 1754، والذي كانت قيمته تُكافئ 1/10 من قيمة مارك كولونيا. حل تار الاتفاقيات محل التالر الإمبراطوري، الذي كانت قيمته تُعادل قيمة 1/9 من مارك كولونيا.

## التاريخ
كانت قيمة مارك كولونيا تُعادل نصف قيمة جنيه كولونيا، والذي كان يُقسّم إلى 16 أونصة وزن كل منها 29.23 غرامًا. وتُقسّم كل أونصة إلى 2 لوت، و8 كوينتشين، و32 بفنغ. تُشكّل هذه الأونصة أساس العديد من عملات الجنيه الأخرى، مثل جنيه تاور في إنجلترا، والذي كان يُقسّم إلى 12 أونصة، والجنيه التجاري، والذي كان يُقسّم إلى 15 أونصة)، وجنيه لندن، والذي كان يُقسّم إلى 16 أونصة). لا ينبغي الخلط بين جنيه كولونيا الذي كان يساوي 2 مارك كولونيا، وبين الجنيه الصيدلي الذي كان مُستخدمًا في نظام صيادلة نورمبرغ، والذي كان يزن حوالي 350 غرامًا، ويُعادل تقريبًا جنيه تاور القديم (واحد ونصف مارك كولونيا)، ويحتوي على 12 أونصة يُعادل وزن كل أونصة منها 36 غران، بحيث يزن الغران الواحد 0.812 غرامًا.
استُخدمت أنواع مختلفة من مارك كولونيا في جميع أنحاء أوروبا، ففي قشتالة، استُخدم مارك كولونيا الذي بلغ وزنه 230 غرامًا منذ العصور الوسطى. وفي أواخر العصور الوسطى، استخدمت البرتغال أشكالًا محلية من مارك كولونيا ومارك تروا، بحيث كانت فئات مارك كولونيا تُسكّ كعملات معدنية من المعادن النفيسة، وكان مارك تروا عملة قائمة على نظام الأفواردوبوا. وفي منتصف القرن الخامس عشر الميلادي، قُرّبت أوزان هذه الماركات لتصبح نسبة الوزن بين الأشكال البرتغالية لمارك كولونيا ومارك تروا 14:13، مما أدى إلى تحقيق تكافؤ متري قدره 228.9 غرامًا و246.5 غرامًا على التوالي. انخفض وزن مارك كولونيا البرتغالي في العصر الحديث إلى 229.5 غرامًا.